# Quatretonda
Quatretonda – gmina w Hiszpanii, w prowincji Walencja, we wspólnocie autonomicznej Walencja, o powierzchni 43,55 km². W 2011 roku liczyła 2468 mieszkańców.

## Zabytki

### Kościół parafialny
Kościół pod wezwaniem św. Jana zbudowany w stylu gotyckim z elementami renesansowymi pochodzi z XVII wieku. Ma sześciokątną wieżę której budowa została ukończona w 1607 roku. Do 1902 roku był kościołem filialnym parafii w Luchente. We wnętrzu kościoła znajduje się między innymi figura świętego Józefa trzymającego w swoich rękach Dzieciątko Jezus.